# Norton Juster
Norton Juster (* 2. Juni 1929 in Brooklyn, New York City; † 8. März 2021 in Northampton, Massachusetts) war ein US-amerikanischer Architekt, Hochschullehrer und Autor von Kinder- und Jugendliteratur, der bereits durch seine beiden ersten Bücher The Phantom Tollbooth (1961) und The Dot and the Line: A Romance in Lower Mathematics (1963) Bekanntheit erreichte.

## Leben
Norton Juster stammte aus einer jüdischen Familie und war der Sohn des Architekten Samuel Juster und dessen Ehefrau Minnie Silberman. Er begann nach dem Schulbesuch ein Architekturstudium an der University of Pennsylvania, das er 1952 mit einem Bachelor of Architecture beendete. Er absolvierte ein Studium für Stadtplanung an der University of Liverpool. 1954 trat er in das Ingenieurkorps der US Navy ein und stieg dort während seiner Verwendung auf dem Brooklyn Navy Yard bis zu seinem Ausscheiden zum Oberleutnant (Lieutenant Junior Grade) auf, woraufhin er eine Tätigkeit als Architekt aufnahm. Zu dieser Zeit traf er auch den Comic-Strip-Zeichner Jules Feiffer.
Zu Beginn der 1960er Jahre begann Juster zudem Kinder- und Jugendbücher zu verfassen und erreichte bereits mit seinem ersten, von Jules Feiffer illustrierten Buch The Phantom Tollbooth (1961), weite Bekanntheit. Sein 1963 erschienenes zweites Buch The Dot and the Line: A Romance in Lower Mathematics wurde 1965 unter der Regie von Chuck Jones unter dem Titel The Dot and the Line von Metro-Goldwyn-Mayer verfilmt. Norton Juster verfasste für diesen zehnminütigen animierten Kurzfilm das Drehbuch, während der bekannte britische Schauspieler Robert Morley als Sprecher engagiert wurde. Der Film gewann bei der Oscarverleihung 1966 den Oscar für den besten animierten Kurzfilm. 1970 war er Mitgründer des Architekturbüros Juster Pope Associates und nahm zugleich 1970 eine Professur für Architektur und Umweltdesign am Hampshire College in Amherst an, an dem er bis zu seiner Emeritierung 1992 lehrte.
2005 publizierte er gemeinsam mit Chris Raschka, der die Illustrationen beitrug, das Buch The Hello, Goodbye Window, das mit Sensibilität für kindliche Wahrnehmung und kindliches Erleben die Geschichte eines kleinen Mädchens erzählt, das seine Großeltern besucht. Das Buch erhielt 2006 die Caldecott Medal der American Library Association für das Kinderbilderbuch des Jahres. Juster, der bis zu deren Tod 2018 mit Jeanne Ray Juster verheiratet war, starb an den Folgen eines Schlaganfalls.

## Veröffentlichungen
- The Phantom Tollbooth, 1961, ISBN 978-0-00672-588-6
- The Dot and the Line: A Romance in Lower Mathematics, 1963, ISBN 1-587-17066-3
- Alberic the Wise and Other Stories, 1965, ISBN
- Stark Naked: A Paranomastic Odyssey, 1969
- So sweet to labor. Rural women in America, 1865-1895, 1979, ISBN 0-670-65483-3
- Otter Nonsense, 1982, ISBN 0-399-20932-8
- As: A Surfeit of Similes, 1989, ISBN 0-688-08140-1
- A Woman’s Place: Yesterday’s Women in Rural America, 1996, ISBN 978-1-55591-250-5
- As Silly As Bees Knees, As Busy As Bees: An Astounding Assortment of Similes, 1998, ISBN 978-0-61311-285-7
- The Hello, Goodbye Window, 2005, ISBN 978-0-78680-914-1
- Sourpuss and Sweetie Pie, 2008, ISBN 978-0-43992-943-1
- The Odious Ogre, 2010, ISBN 978-0-54516-202-9
- Neville, 2011, ISBN 978-0-37586-765-1

Übersetzungen
Seine Werke wurden auch in die deutsche Sprache übersetzt wie The Phantom Tollbooth als Weckerhund, Wedermann und Schlafittchen 1976 von Käthe Reicheis und Friedl Hofbauer, aber auch Alberic the Wise and Other Stories ins brasilianische Portugiesisch als Alberic, o sábio, e outras jornadas 2013 von Julián Fuks.
- Weckerhund, Wedermann und Schlafittchen, 1976, Übersetzung von Käthe Reicheis und Friedl Hofbauer, ISBN 978-3-545-32100-7
- Verhext in Wörterstadt oder Weckerhund, Wedermann und Schlafittchen, 1978, Übersetzung von Käthe Reicheis und Friedl Hofbauer, ISBN 978-3-499-20197-4
- Milos ganz und gar unmögliche Reise, 2006, Übersetzung von Cornelia Krutz-Arnold, ISBN 978-3-7632-5692-1
- Die Abenteuer von Milo, Tack und Kackerlack, 2021, Übersetzung von Ebi Naumann, ISBN 978-3-85535-645-4